# جرید پالمر
 جرید پالمر (انگلیسی: Jared Palmer؛ زاده ۲ ژوئیهٔ ۱۹۷۱) یک تنیس‌باز اهل ایالات متحده آمریکا است.